# Megachile nivescens
Megachile nivescens är en biart som beskrevs av William Forsell Kirby 1900. Megachile nivescens ingår i släktet tapetserarbin, och familjen buksamlarbin. Inga underarter finns listade i Catalogue of Life.